# Lusitano
Lusitano er en af verdens ældste hesteracer. En høj procentdel af racen er grå, og i Portugal bliver hestene brugt indenfor et væld af områder, fx dressur, jagt eller arbejde. Hestene er desuden kendt for deres milde temperament, og for at danne stærke bånd med deres ejere.
Lusitano blev i Portugal avlet med fokus på hestens funktionalitet - den skulle fungere som en effektiv arbejds- og ridehest. Det mere æstetiske træk som farve, manke og skønhed blev betragtet som sekundære kvaliteter.